# Epidesma flavipuncta
Epidesma flavipuncta är en fjärilsart som beskrevs av Hans Zerny 1931. Epidesma flavipuncta ingår i släktet Epidesma och familjen björnspinnare. Inga underarter finns listade i Catalogue of Life.